# Vilgertshofen
Vilgertshofen é um município da Alemanha, no distrito de Landsberg, na região administrativa de Oberbayern , estado de Baviera.
Vilgertshofen é membro do Verwaltungsgemeinschaft de Reichling.